# The Sisters of Mercy/Diskografie
Diese Diskografie ist eine Übersicht über die musikalischen Werke der britischen Rockband The Sisters of Mercy. Den Schallplattenauszeichnungen zufolge hat sie bisher mehr als 1,6 Millionen Tonträger verkauft, davon alleine in ihrer Heimat über 420.000. Alle drei Studioalben verkauften sich jeweils mindestens 350.000 Mal. Andrew Eldritch geht in einem Interview aus dem Jahr 2002 von jeweils einer Million verkauften Exemplaren pro Studioalbum aus.

## Alben

### Studioalben
| Jahr | Titel                     | Höchstplatzierung, Gesamtwochen, AuszeichnungChartplatzierungen (Jahr, Titel, Platzierungen, Wochen, Auszeichnungen, Anmerkungen) | Höchstplatzierung, Gesamtwochen, AuszeichnungChartplatzierungen (Jahr, Titel, Platzierungen, Wochen, Auszeichnungen, Anmerkungen) | Höchstplatzierung, Gesamtwochen, AuszeichnungChartplatzierungen (Jahr, Titel, Platzierungen, Wochen, Auszeichnungen, Anmerkungen) | Höchstplatzierung, Gesamtwochen, AuszeichnungChartplatzierungen (Jahr, Titel, Platzierungen, Wochen, Auszeichnungen, Anmerkungen) | Höchstplatzierung, Gesamtwochen, AuszeichnungChartplatzierungen (Jahr, Titel, Platzierungen, Wochen, Auszeichnungen, Anmerkungen) | Anmerkungen                                                                                         |
| Jahr | Titel                     | DE | AT | CH | UK | US | Anmerkungen                                                                                         |
| ---- | ------------------------- | --- | --- | --- | --- | --- | --------------------------------------------------------------------------------------------------- |
| 1985 | First and Last and Always | DE40 Gold · (8 Wo.)DE | — | — | UK14 Gold · (8 Wo.)UK | — | Erstveröffentlichung: 11. August 1985 Produzent: Dave Allen                                         |
| 1987 | Floodland                 | DE32 Gold · (20 Wo.)DE | — | CH24 (3 Wo.)CH | UK9 Gold · (20 Wo.)UK | US101 (16 Wo.)US | Erstveröffentlichung: 13. November 1987 Produzenten: Andrew Eldritch, Larry Alexander, Jim Steinman |
| 1990 | Vision Thing              | DE13 Gold · (39 Wo.)DE | AT21 (2 Wo.)AT | CH22 (16 Wo.)CH | UK11 Silber · (4 Wo.)UK | US136 (23 Wo.)US | Erstveröffentlichung: 13. November 1990 Produzenten: Andrew Eldritch, Jim Steinman                  |

### Kompilationen
| Jahr | Titel                                                  | Höchstplatzierung, Gesamtwochen, AuszeichnungChartplatzierungen (Jahr, Titel, Platzierungen, Wochen, Auszeichnungen, Anmerkungen) | Höchstplatzierung, Gesamtwochen, AuszeichnungChartplatzierungen (Jahr, Titel, Platzierungen, Wochen, Auszeichnungen, Anmerkungen) | Höchstplatzierung, Gesamtwochen, AuszeichnungChartplatzierungen (Jahr, Titel, Platzierungen, Wochen, Auszeichnungen, Anmerkungen) | Höchstplatzierung, Gesamtwochen, AuszeichnungChartplatzierungen (Jahr, Titel, Platzierungen, Wochen, Auszeichnungen, Anmerkungen) | Höchstplatzierung, Gesamtwochen, AuszeichnungChartplatzierungen (Jahr, Titel, Platzierungen, Wochen, Auszeichnungen, Anmerkungen) | Anmerkungen                           |
| Jahr | Titel                                                  | DE | AT | CH | UK | US | Anmerkungen                           |
| ---- | ------------------------------------------------------ | --- | --- | --- | --- | --- | ------------------------------------- |
| 1992 | Some Girls Wander by Mistake                           | DE9 Gold · (27 Wo.)DE | AT7 (16 Wo.)AT | CH22 (13 Wo.)CH | UK5 Silber · (5 Wo.)UK | — | Erstveröffentlichung: 27. April 1992  |
| 1993 | A Slight Case of Overbombing: Greatest Hits Volume One | DE11 Gold · (17 Wo.)DE | — | CH21 (6 Wo.)CH | UK14 Gold · (5 Wo.)UK | — | Erstveröffentlichung: 23. August 1993 |
| 2021 | BBC Sessions 1982–1984                                 | — | — | — | UK55 (1 Wo.)UK | — | Erstveröffentlichung: 27. August 2021 |

Weitere Kompilationen
- 2001: 3 for One Original Albums (Boxset mit den 3 Original-Studioalben)
- 2007: A Merciful Release (2012 wiederveröffentlicht als The Triple Album Collection) (Boxset mit den 3 Studioalben und Bonustracks)
- 2009: Original Album Series (Boxset mit den 3 Original-Studioalben und den Original-Kompilationen von 1992 und 1993)

### EPs
| Jahr | Titel Musiklabel                             | Höchstplatzierung, Gesamtwochen, AuszeichnungChartplatzierungen (Jahr, Titel, Musiklabel, Platzierungen, Wochen, Auszeichnungen, Anmerkungen) | Höchstplatzierung, Gesamtwochen, AuszeichnungChartplatzierungen (Jahr, Titel, Musiklabel, Platzierungen, Wochen, Auszeichnungen, Anmerkungen) | Höchstplatzierung, Gesamtwochen, AuszeichnungChartplatzierungen (Jahr, Titel, Musiklabel, Platzierungen, Wochen, Auszeichnungen, Anmerkungen) | Anmerkungen                        |
| Jahr | Titel Musiklabel                             | DE | CH | AT | Anmerkungen                        |
| ---- | -------------------------------------------- | --- | --- | --- | ---------------------------------- |
| 1983 | Alice Merciful Release                       | — | — | — | Erstveröffentlichung: März 1983    |
| 1983 | The Reptile House E.P. Merciful Release      | — | — | — | Erstveröffentlichung: 16. Mai 1983 |
| 1984 | Body and Soul Merciful Release, Warner Music | — | — | — | Erstveröffentlichung: 4. Juni 1984 |

## Singles
| Jahr | Titel Album                                        | Höchstplatzierung, Gesamtwochen, AuszeichnungChartplatzierungen (Jahr, Titel, Album, Platzierungen, Wochen, Auszeichnungen, Anmerkungen) | Höchstplatzierung, Gesamtwochen, AuszeichnungChartplatzierungen (Jahr, Titel, Album, Platzierungen, Wochen, Auszeichnungen, Anmerkungen) | Höchstplatzierung, Gesamtwochen, AuszeichnungChartplatzierungen (Jahr, Titel, Album, Platzierungen, Wochen, Auszeichnungen, Anmerkungen) | Höchstplatzierung, Gesamtwochen, AuszeichnungChartplatzierungen (Jahr, Titel, Album, Platzierungen, Wochen, Auszeichnungen, Anmerkungen) | Höchstplatzierung, Gesamtwochen, AuszeichnungChartplatzierungen (Jahr, Titel, Album, Platzierungen, Wochen, Auszeichnungen, Anmerkungen) | Höchstplatzierung, Gesamtwochen, AuszeichnungChartplatzierungen (Jahr, Titel, Album, Platzierungen, Wochen, Auszeichnungen, Anmerkungen) | Anmerkungen                                                                                       |
| Jahr | Titel Album                                        | DE | AT | CH | UK | US | Dance | Anmerkungen                                                                                       |
| ---- | -------------------------------------------------- | --- | --- | --- | --- | --- | --- | ------------------------------------------------------------------------------------------------- |
| 1984 | Body and Soul / Train –                            | — | — | — | UK46 (5 Wo.)UK | — | — | Erstveröffentlichung: 4. Juni 1984 Autor: Andrew Eldritch                                         |
| 1984 | Walk Away First and Last and Always                | — | — | — | UK45 (4 Wo.)UK | — | — | Erstveröffentlichung: Oktober 1984 Autoren: Andrew Eldritch, Wayne Hussey                         |
| 1985 | No Time to Cry First and Last and Always           | — | — | — | UK63 (3 Wo.)UK | — | — | Erstveröffentlichung: Februar 1985 Autoren: Andrew Eldritch, Wayne Hussey, Craig Adams, Gary Marx |
| 1987 | This Corrosion Floodland                           | DE17 (14 Wo.)DE | — | — | UK7 (8 Wo.)UK | — | Dance38 (6 Wo.)Dance | Erstveröffentlichung: September 1987 Autor: Andrew Eldritch                                       |
| 1988 | Dominion Floodland                                 | — | — | — | UK13 (6 Wo.)UK | — | Dance30 (6 Wo.)Dance | Erstveröffentlichung: Februar 1988 Autor: Andrew Eldritch                                         |
| 1988 | Body and Soul (Reissue) –                          | — | — | — | UK76 (2 Wo.)UK | — | — | Erstveröffentlichung: März 1988 Autor: Andrew Eldritch                                            |
| 1988 | Lucretia My Reflection Floodland                   | — | — | — | UK20 (5 Wo.)UK | — | Dance30 (6 Wo.)Dance | Erstveröffentlichung: Juni 1988 Autor: Andrew Eldritch                                            |
| 1990 | More Vision Thing                                  | DE14 (17 Wo.)DE | — | — | UK14 (4 Wo.)UK | — | — | Erstveröffentlichung: 1. Oktober 1990 Autoren: Andrew Eldritch, Jim Steinman                      |
| 1990 | Doctor Jeep Vision Thing                           | DE45 (7 Wo.)DE | — | — | UK37 (4 Wo.)UK | — | — | Erstveröffentlichung: 3. Dezember 1990 Autoren: Andrew Eldritch, Andreas Bruhn                    |
| 1991 | When You Don’t See Me Vision Thing                 | DE74 (4 Wo.)DE | — | — | — | — | — | Erstveröffentlichung: März 1991 Autoren: Andrew Eldritch, Andreas Bruhn                           |
| 1992 | Temple of Love (1992) A Slight Case of Overbombing | DE5 (28 Wo.)DE | AT16 (10 Wo.)AT | — | UK3 (5 Wo.)UK | — | — | Erstveröffentlichung: 20. April 1992 Gastgesang: Ofra Haza Autor: Andrew Eldritch                 |
| 1993 | Under the Gun A Slight Case of Overbombing         | DE40 (7 Wo.)DE | — | — | UK19 (3 Wo.)UK | — | — | Erstveröffentlichung: August 1993 Autoren: Andrew Eldritch, Billie Hughes, Roxanne Seeman         |

Weitere Singles
- 1980: The Damage Done
- 1982: Body Electric
- 1982: Alice
- 1983: Anaconda
- 1983: The Reptile House E. P.
- 1983: Temple of Love

## Videoalben
- 1986: Wake: In Concert at the Royal Albert Hall
- 1988: Shot (VHS mit 4 Tracks)
- 1993: Shot: Rev 2.0 (VHS mit 9 Tracks)

## Statistik

### Chartauswertung
|                     | DE    | AT    | CH    | UK    | US    |
| ------------------- | ----- | ----- | ----- | ----- | ----- |
| Nummer-eins-Alben   | DE—DE | AT—AT | CH—CH | UK—UK | US—US |
| Top-10-Alben        | DE1DE | AT1AT | CH—CH | UK1UK | US—US |
| Alben in den Charts | DE5DE | AT2AT | CH4CH | UK6UK | US2US |

|                       | DE    | AT    | CH    | UK     | US    | Dance       |
| --------------------- | ----- | ----- | ----- | ------ | ----- | ----------- |
| Nummer-eins-Singles   | DE—DE | AT—AT | CH—CH | UK—UK  | US—US | Dance—Dance |
| Top-10-Singles        | DE1DE | AT—AT | CH—CH | UK2UK  | US—US | Dance—Dance |
| Singles in den Charts | DE6DE | AT1AT | CH—CH | UK11UK | US—US | Dance3Dance |

### Auszeichnungen für Musikverkäufe
Anmerkung: Auszeichnungen in Ländern aus den Charttabellen bzw. Chartboxen sind in ebendiesen zu finden.
| Land/RegionAuszeichnungen für Musikverkäufe (Land/Region, Auszeichnungen, Verkäufe, Quellen) | Silber     | Gold     | Platin | Verkäufe  | Quellen           |
| -------------------------------------------------------------------------------------------- | ---------- | -------- | ------ | --------- | ----------------- |
| Deutschland (BVMI)                                                                           | —          | 5× Gold5 | —      | 1.250.000 | musikindustrie.de |
| Vereinigtes Königreich (BPI)                                                                 | 2× Silber2 | 3× Gold3 | —      | 420.000   | bpi.co.uk         |
| Insgesamt                                                                                    | 2× Silber2 | 8× Gold8 | —      |           |                   |